# فابیان اسپیندولا
فابیان اسپیندولا (انگلیسی: Fabián Espíndola؛ زادهٔ ۴ مهٔ ۱۹۸۵) بازیکن فوتبال اهل آرژانتین است که در پست مهاجم بازی ‌می‌کند.

## حرفه‌ای
اسپیندولا بازی حرفه‌ای را در سال ۲۰۰۵ با غول آرژانتینی بوکا جونیورز آغاز کرد. او ۶ بازی برای این باشگاه انجام داد، اما بوکا نتوانست هیچ یک از آنها را برد.